# Список глав государств в 306 году
Список глав государств в 305 году — 306 год — Список глав государств в 307 году — Список глав государств по годам

## Африка
- Мероитское царство (Куш):
  - Иесбехеамани, царь (286 — 306)
  - Лахидеамани, царь (306 — 314)

## Азия
- Армения — Тиридат III, царь (287 — 330)
- Вакатака — Праварасена I, император (270 — 330)
- Гассаниды — аль-Харит I ибн Талабах, царь (287 — 307)
- Гупта — Гхатоткача, махараджа (280 — 319)
- Дханьявади — Тюрия Рупа, царь[англ.] (298 — 313)
- Западные Кшатрапы — Рудрасимха II, махакшатрап (304 — 348)
- Иберия — Мириан III, царь (284 — 361)
- Китай (Период Шестнадцати варварских государств): 
  - Западная Цзинь:
    - Хуэй-ди (Сыма Чжун), император (290 — 307)
    - Сыма Юн, регент (304 — 306)
    - Сыма Юэ, регент (306 — 307)

  - Северная Хань — Лю Юань, император (304 — 310)
  - Чэн — Ли Сюн, император (303 — 334)
- Корея (Период Трех государств):
  - Конфедерация Кая — Коджиль, ван (291 — 346)
  - Когурё — Мичхон, тхэван (300 — 331)
  - Пэкче — Пирю, король (304 — 344)
  - Силла — Кирим, исагым (298 — 310)
- Кушанское царство — Васудэва II, царь (290 — 310)
- Лахмиды (Хира) — Имру уль-Кайс I ибн Амр, царь (295 — 328)
- Паган — Ин Мин Пайк, король[англ.] (299 — 324)
- Персия (Сасаниды) — Ормизд II, шахиншах (302 — 309)
- Раджарата — Сиримегхаванна, король (304 — 332)
- Тоба — Тоба Лугуань, вождь (294 — 307)
- Тямпа — Фан Йи, князь (284 — 336)
- Химьяр — Ясир Йухан`им II, царь (300 — 310)
- Чера — Иламкадунго, царь (287 — 317)
- Япония — Одзин, император (270 — 310)

## Европа
- Боспорское царство:
  - Фофорс, царь (278 — 309)
  - Рескупорид VI, царь (303 — 342)
- Думнония — Динод ап Карадок, правитель (305 — 340)
- Ирландия — Фиаха Срайбтине, верховный король (285 — 322)
- Римская империя (Тетрархия):
  - Восток:
    - Галерий, римский император (Август) (305 — 311)
    - Максимин Даза, римский император (Цезарь) (305 — 309)

  - Запад:
    - Констанций Хлор, римский император (Август) (305 — 306)
    - Флавий Север, римский император (Август) (306 — 307)
    - Константин Великий, римский император (Цезарь) (306 — 308)
    - Максенций, император-узурпатор (306 — 312)
    - Максимиан, император-узурпатор (306 — 308)

## Галерея

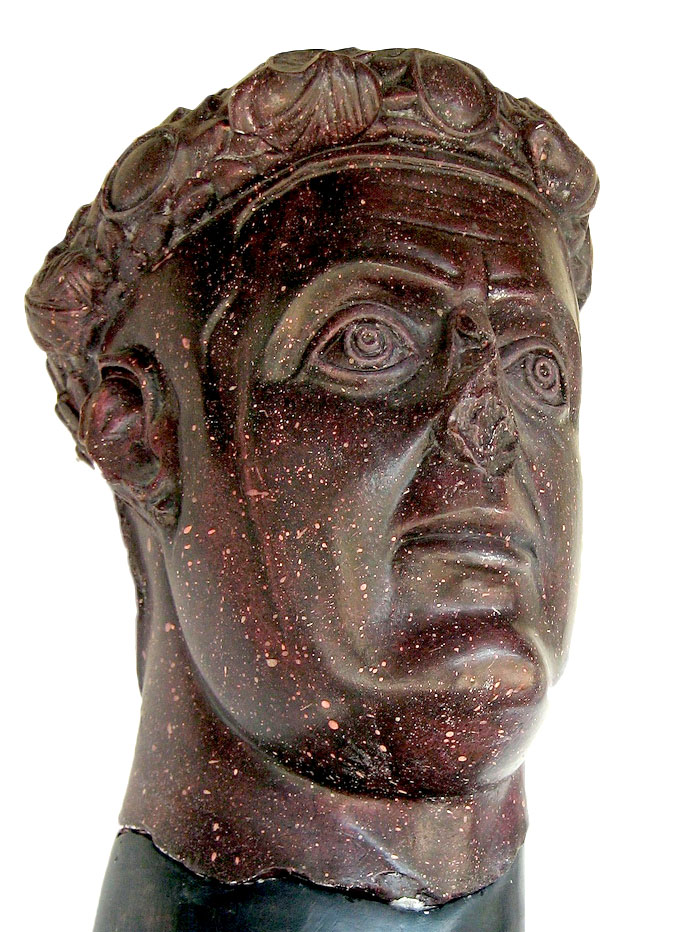
Галерий 305—311 Римский император (Восток)
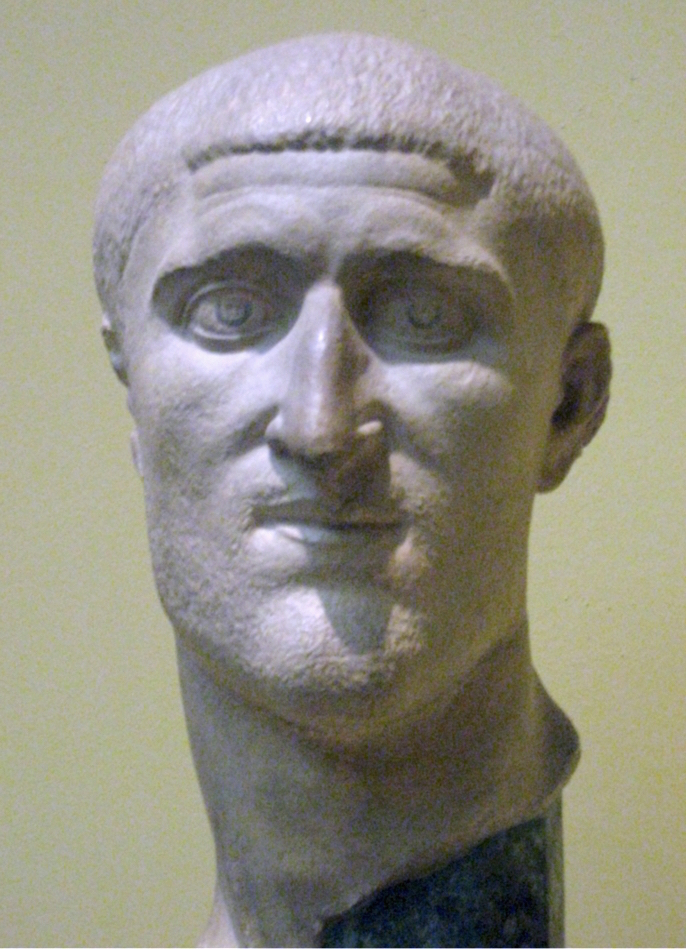
Констанций Хлор 305—306 Римский император (Запад)
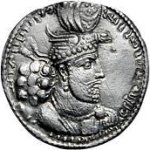
Ормизд II 302—309 Шахиншах Персии
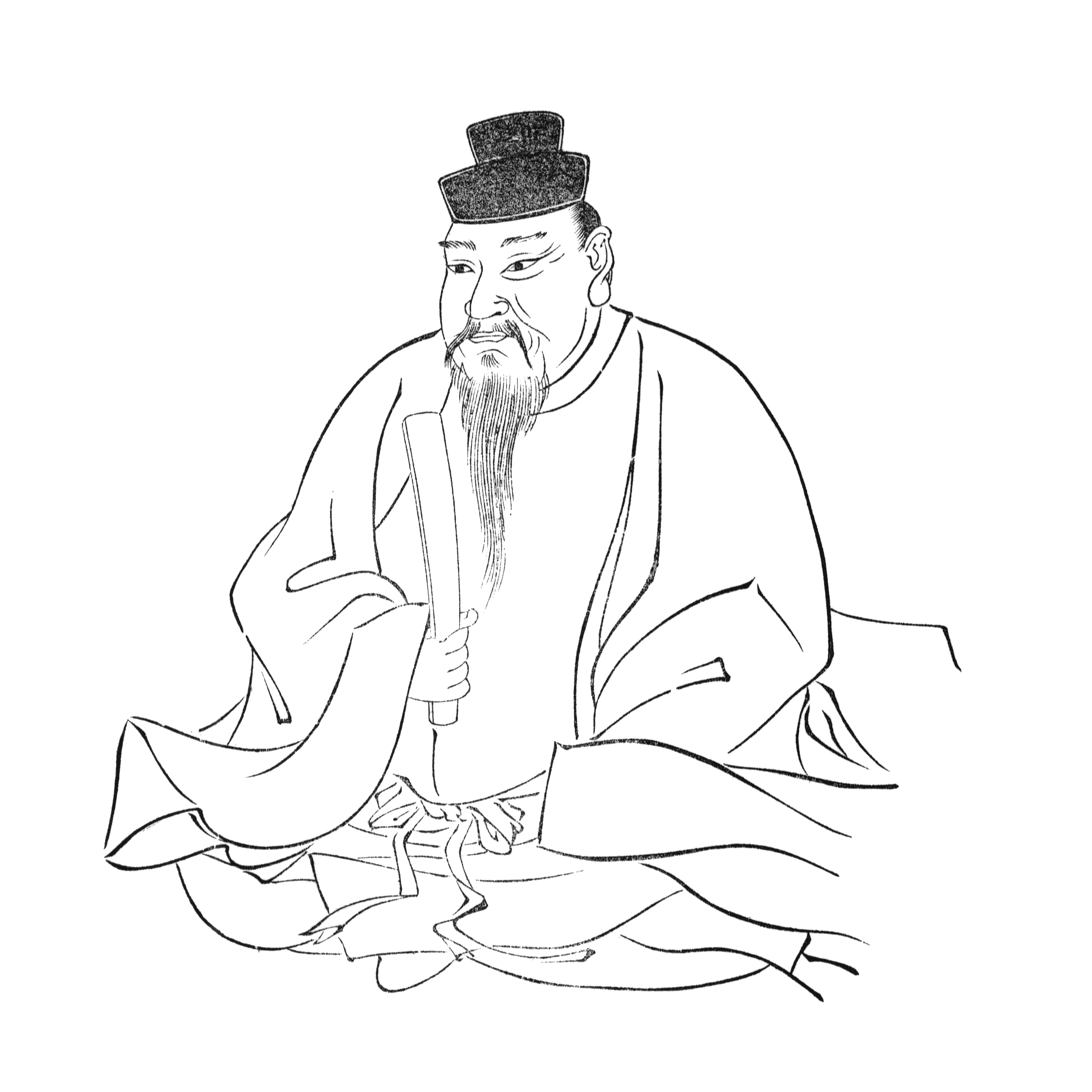
Одзин 270—310 Японский император
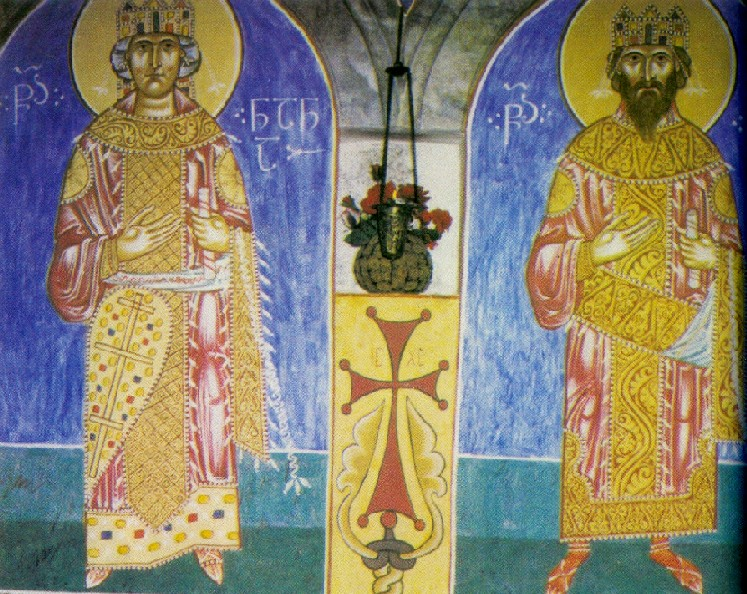
Мириан III 284—361 Царь Иберии